# Frôleur intérieur et frôleur extérieur

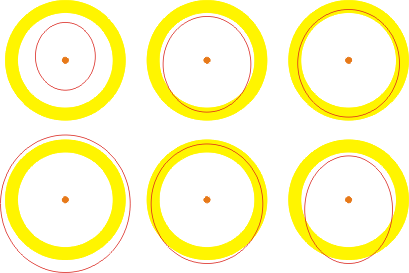
Six types d'orbites. La bande orbitale d'une planète est représentée en jaune et l'orbite d'un astéroïde en orange. Au milieu en haut, c'est un frôleur intérieur. Au milieu en bas, c'est un frôleur extérieur.

Les frôleurs intérieurs et les frôleurs extérieurs correspondent à deux types d'orbites. Ces termes sont typiquement utilisés pour désigner des astéroïdes du système solaire, selon le rapport de leur orbite avec celle d'un autre corps (une planète).
- Les frôleurs intérieurs entrent dans l'orbite de la planète (c'est-à-dire est à une distance entre le périhélie et l'aphélie de la planète) depuis l'intérieur, sans la traverser
- Les frôleurs extérieurs entrent dans l'orbite de la planète depuis l'extérieur, sans la traverser[1].

Soit une planète P de périhélie qP, de demi-grand axe aP et d'aphélie QP ainsi qu'un objet O de périhélie qO et d'aphélie QO.
Un frôleur intérieur est un objet tel que qP < QO < QP et qO < qP.
Un frôleur extérieur est un objet tel que qP < qO < QP et QO > QP. Une définition plus restrictive utilise aP < qO < QP